# София фон Саксония-Лауенбург
София фон Саксония-Лауенбург (на немски: Sophie von Sachsen-Lauenburg; * пр. 1444, † 9 септември 1473) от род Аскани, е принцеса от Саксония-Лауенбург и херцогиня и от 1456 г. до смъртта си регентка на херцогствата Юлих и Берг.

## Живот
София е дъщеря на херцог Бернхард II фон Саксония-Лауенбург († 1463) и съпругата му Аделхайд († сл. 1445), дъщеря на херцог Богислав VIII от Померания.
Тя се омъжва през 1444 г. за херцог Герхард VIII фон Юлих-Берг (1416/7 – 1475), граф на Равенсберг и Юлих и Берг. Oт 1437 г. херцог на Юлих и Берг. Около 1456 г. Герхард се разболява душевно и София поема регентството в херцогството за нейния първороден син.

## Деца
София има с Герхард фон Юлих-Берг децата:
- Вилхелм VIII (1455 – 1511), херцог на Юлих-Берг

∞ 1. 1472 графиня Елизабет фон Насау-Саарбрюкен (1459 – 1479)
∞ 2. на 25 юли 1481 г. в Кьолн Сибила Бранденбургска
- Анна ∞ граф Йохан фон Мьорс и Сарверден († 1507)
- Адолф (1458 – 1470)
- Герхард († млад)